# Regering-Pierlot IV
De regering-Pierlot IV (5 januari 1940 - 31 oktober 1940) was een Belgische regering. Het was een coalitie van de Katholiek Blok (73 zetels), de BWP (64 zetels) en de Liberale Partij (33 zetels). 
Op 10 mei 1940 werd België binnengevallen. De regering ging in ballingschap in Frankrijk om de strijd aan te gaan, maar koning Leopold III bleef liever in België tegen het advies van zijn ministers in. Deze breuk tussen de regering en de koning legde de basis voor de toekomstige Koningskwestie. Leopold III capituleerde uiteindelijk op 28 mei. Hierop verklaarde Pierlot onmiddellijk dat de koning "niet in staat is te regeren", een onvermogen dat pas tien jaar later zou worden opgeheven. Op 22 juni capituleerde Frankrijk zelf en stortte de Derde Republiek in. De Belgische regering ging vervolgens uit elkaar en zou pas in de herfst terug samenkomen in Londen.
De regering volgde de regering-Pierlot III op en werd opgevolgd door de  regering-Pierlot V in ballingschap in Londen.

## Verloop
Hubert Pierlot en de regering kwamen in mei 1940 in scherp conflict met koning Leopold III, toen deze weigerde de regering naar het buitenland te volgen tijdens de Tweede Wereldoorlog. Het laatste overleg vond plaats op 25 mei in het kasteel van Wijnendale.
Pierlot nam geen verantwoordelijkheid voor de houding van de koning en werd hierin bijgetreden door de voltallige regering, door de drie ministers van Staat die de regering waren gevolgd en door de voorzitters van Kamer en Senaat. Nadat de capitulatie een feit was, werd de koning voorwerp van verwijten. Naast de uitzinnige uitspraken van de Franse eerste minister, sprak Pierlot op 28 mei in de namiddag voor de Franse radio. De koning was fout en de grondwet was geschonden, zo verklaarde hij. Pierlot verweet de koning niet de wapens te hebben neergelegd, maar wel de weg te openen naar besprekingen en onderhandelingen met de vijand.
De constitutionele situatie van de koning werd nu door de regering vastgelegd. De onmogelijkheid van de koning om verder te regeren werd vastgesteld, net zoals die om de verenigde kamers samen te roepen en een regent aan te stellen. De regering nam de volledige verantwoordelijkheid van de uitvoerende macht op zich.
Op 31 mei riep de regering de Kamerleden en senatoren, die zich in Frankrijk bevonden, bijeen in Limoges. Na toespraken vanwege de regering, gaven de aanwezige parlementsleden hun instemming met de regeringsbeslissingen. Ook al had de vergadering slechts een officieuze betekenis, aangezien het quorum op verre na niet bereikt was en dus geen wettelijk bindende beslissingen konden genomen worden, was het een moreel belangrijke genoegdoening voor de regering.
Tot 22 juni kon de regering nog hopen dat de strijd, samen met Frankrijk, zou worden verder gezet. Maar toen ook de Fransen een wapenstilstand aanvroegen, werd de Belgische regering zeer onzeker. De voornaamste ministers verbleven achtereenvolgens in Bordeaux, Poitiers, Vichy en Sauveterre-de-Guyenne. 
Een van de ministers, Marcel-Henri Jaspar, vertrok al op 18 juni naar Engeland en riep daar op eigen houtje, naar het voorbeeld van generaal Charles de Gaulle, in een radiotoespraak op 23 juni uit de strijd te zullen verderzetten. Zijn collega's waren het daar niet mee eens en omdat hij op eigen houtje en zonder akkoord binnen de regering had gehandeld, werd hij uit de regering gezet.
Minister van Koloniën Albert de Vleeschauwer vertrok naar Portugal en was vanaf 9 juli in Engeland, met de regeringsopdracht om verder de Belgische kolonies te besturen. Minister van Financiën Camille Gutt vertrok in augustus naar Londen, van waaruit hij zijn collega's aanspoorde hetzelfde te doen.
Kort na de Franse capitulatie ondernam de in Frankrijk verblijvende regering een eerste poging tot onderhandeling over een afzonderlijke vrede met Duitsland. Hun poging om de goedkeuring van de vorst hiervoor te bekomen, mislukte. Op 26 juni liet de regering door de Belgische diplomaat burggraaf Joseph Berryer een brief aan Leopold overbrengen, waarin zij haar ontslag voorstelde zodra de vorst dat wenselijk achtte om een nieuwe regering te vormen. In dezelfde brief had eerste minister Pierlot het over twee dringende zaken die dienden te worden behandeld, een ervan was met de Duitsers de voorwaarden te bespreken van een wapenstilstand of een overeenkomst betreffende België. De koning gaf geen gevolg. Nadat Frankrijk op 22 juni in Compiègne een wapenstilstand met nazi-Duitsland had ondertekend, besloot Pierlot het lot van België aan dat van Frankrijk te koppelen: opnieuw werd contact gezocht (nu rechtstreeks) met de nazi-leiding. Deze weigerde te onderhandelen met Pierlot en co. Van toen af verkeerden de leden van de Belgische regering in een staat van volkomen moedeloosheid en defaitisme. 
Juli en augustus gingen voorbij in discussies en disputen. Een meerderheid van ministers was van oordeel dat de strijd gestreden was. Uiteindelijk lieten Pierlot en Spaak zich toch overtuigen om naar Londen te vertrekken en de strijd verder te zetten. Ze vertrokken voor een avontuurlijke reis doorheen Spanje en Portugal om uiteindelijk op 22 oktober in Londen aan te komen. De aanwezigheid van België aan de zijde van de geallieerden was hierdoor verzekerd, de breuk met de koning volledig.
De aankomst van Pierlot en Spaak kwam net op tijd om te verhinderen dat een groep linkse en republikeinse Belgische vluchtelingen een regering zou hebben gevormd, onder de leiding van Camille Huysmans, die door de Britse regering zou erkend zijn.
Eens ze in Londen waren, haastten ze zich om hun uitspraken van weleer te doen vergeten en definitief de zijde van de geallieerden te kiezen.

## Samenstelling
De regering-Pierlot IV telde 14 ministers: 5 katholieken, 3 liberalen, 2 socialisten. Daarnaast telde de regering twee experts.
| Ambtsbekleder | Ambtsbekleder | Ambtsbekleder                          | Functie                                                   | Termijn                           | Partij                       |
| ------------- | ------------- | -------------------------------------- | --------------------------------------------------------- | --------------------------------- | ---------------------------- |
|               |               | Hubert Pierlot (1883-1965)             | Eerste Minister                                           | 5 januari 1940 - 31 oktober 1940  | Katholiek Blok               |
|               |               | Paul-Emile Janson (1872-1944)          | Minister Justitie                                         | 5 januari 1940 - 28 augustus 1940 | extraparlementair (liberaal) |
|               |               | Arthur Vanderpoorten (1884-1945)       | Minister Binnenlandse Zaken                               | 5 januari 1940 - 28 augustus 1940 | Liberale Partij              |
|               |               | Paul-Henri Spaak (1899-1972)           | Minister Buitenlandse Zaken en Buitenlandse Handel        | 5 januari 1940 - 31 oktober 1940  | BWP                          |
|               |               | Antoine Delfosse (1895-1980)           | Minister Verkeerswezen                                    | 5 januari 1940 - 28 augustus 1940 | Katholiek Blok               |
|               |               | Eugène Soudan (1880-1960)              | Minister Openbaar Onderwijs                               | 5 januari 1940 - 28 augustus 1940 | BWP                          |
|               |               | Camille Gutt (1884-1971)               | Minister Financiën                                        | 5 januari 1940 - 31 oktober 1940  | extraparlementair            |
|               |               | Henri Denis (1877-1957)                | Minister Landsverdediging                                 | 5 januari 1940 - 28 augustus 1940 | extraparlementair            |
|               |               | Charles d'Aspremont Lynden (1888-1967) | Minister Landbouw                                         | 5 januari 1940 - 28 augustus 1940 | Katholiek Blok               |
|               |               | Léon Matagne (1880-1951)               | Minister Openbare Werken                                  | 5 januari 1940 - 28 augustus 1940 | BWP                          |
|               |               | Gustave Sap (1886-1940)                | Minister Economische Zaken, Middenstand en Ravitaillering | 5 januari 1940 - 19 maart 1940    | Katholiek Blok               |
|               |               | August De Schryver (1898-1991)         | Minister Economische Zaken, Middenstand en Ravitaillering | 25 maart 1940 - 28 augustus 1940  | Katholiek Blok               |
|               |               | August Balthazar (1893-1952)           | Minister Arbeid en Sociale Voorzorg                       | 5 januari 1940 - 28 augustus 1940 | BWP                          |
|               |               | Albert de Vleeschauwer (1897-1971)     | Minister Koloniën                                         | 5 januari 1940 - 31 oktober 1940  | Katholiek Blok               |
|               |               | Marcel-Henri Jaspar (1901-1982)        | Minister Volksgezondheid                                  | 5 januari 1940 - 24 juni 1940     | Liberale Partij              |